# 44-graphe de Faulkner-Younger
Le 44-graphe de Faulkner-Younger est, en théorie des graphes, un graphe possédant 44 sommets et 66 arêtes.

## Propriétés

### Propriétés générales
Le diamètre du 44-graphe de Faulkner-Younger, l'excentricité maximale de ses sommets, est 9, son rayon, l'excentricité minimale de ses sommets, est 6 et sa maille, la longueur de son plus court cycle, est 5. Il s'agit d'un graphe 3-sommet-connexe et d'un graphe 3-arête-connexe, c'est-à-dire qu'il est connexe et que pour le rendre déconnecté il faut le priver au minimum de 3 sommets ou de 3 arêtes.

### Coloration
Le nombre chromatique du 44-graphe de Faulkner-Younger est 3. C'est-à-dire qu'il est possible de le colorer avec 3 couleurs de telle façon que deux sommets reliés par une arête soient toujours de couleurs différentes. Ce nombre est minimal.
L'indice chromatique du 44-graphe de Faulkner-Younger est 3. Il existe donc une 3-coloration des arêtes du graphe telles que deux arêtes incidentes à un même sommet soient toujours de couleurs différentes. Ce nombre est minimal.

### Propriétés algébriques
Le groupe d'automorphismes du 44-graphe de Faulkner-Younger est un groupe abélien d'ordre 2 : le groupe cyclique Z/2Z.